# Giovanni Battista del Tasso

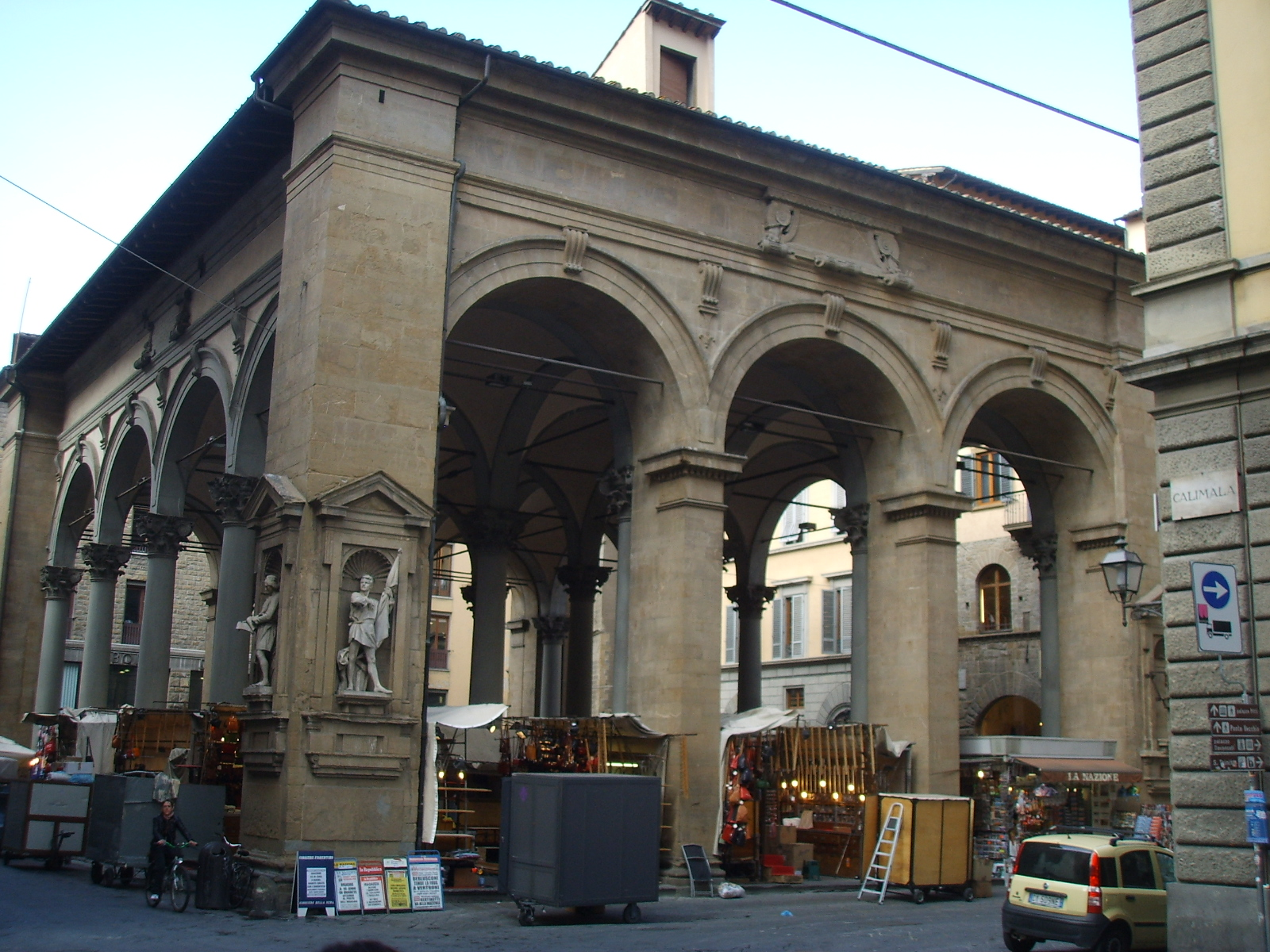
Der Mercato Nuovo in Florenz, 1548

Giovanni Battista del Tasso (* 1500 in Florenz; † 8. Mai 1555 in Florenz, oft auch Giovan Battista, Giovambattista oder Giambattista) war ein italienischer Bildschnitzer, Bildhauer und Architekt des Manierismus.

## Leben und Wirken

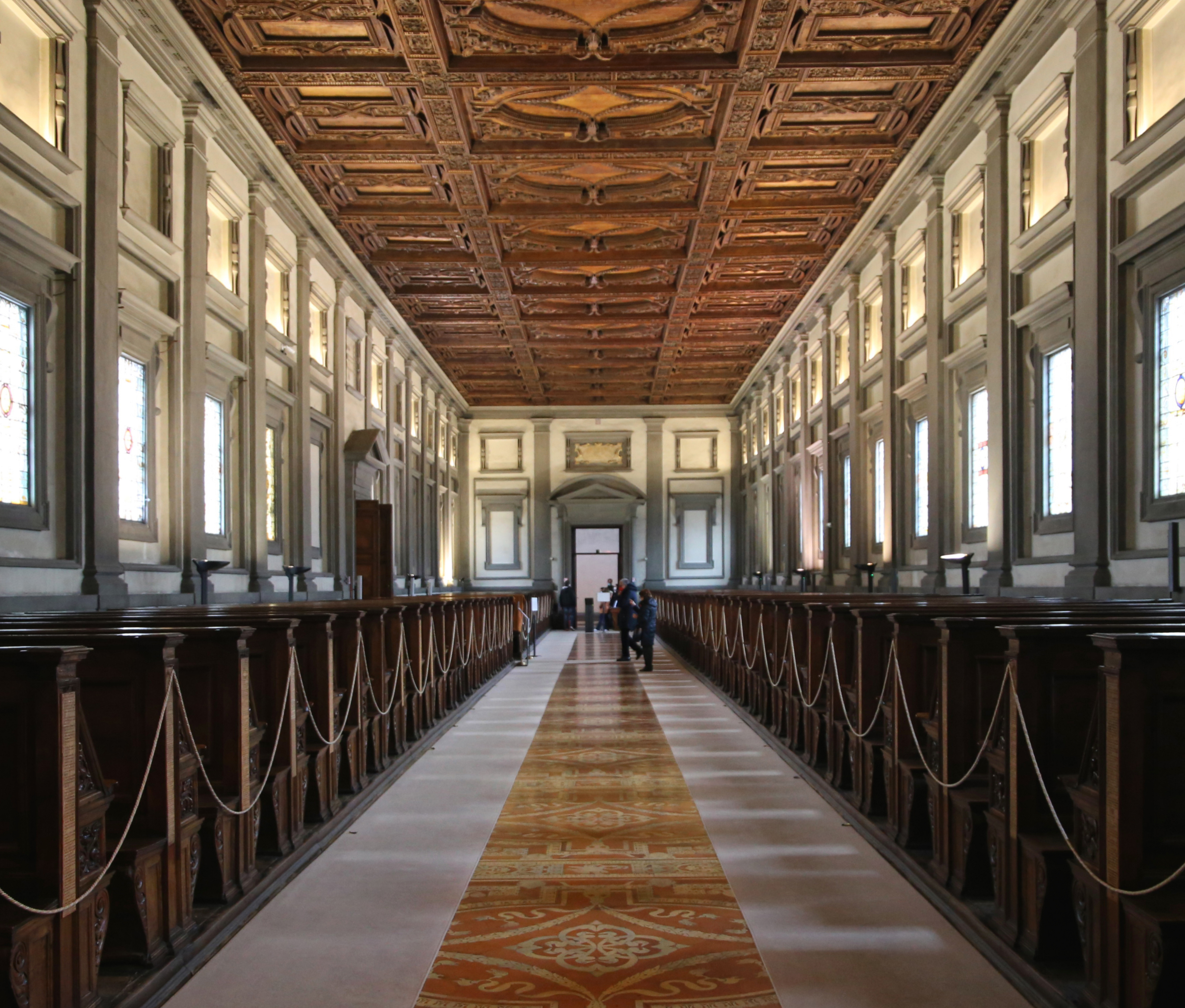
Die Biblioteca Laurenziana mit Giovanni Battista del Tassos Deckenintarsien, ab 1526.

Giovanni Battista del Tasso stammt aus einer traditionsreichen Handwerkerfamilie, die seit dem Quattrocento im Florentiner Viertel um die Kirche Sant’Ambrogio ansässig war. Seine Ausbildung erfolgt ursprünglich in der renommierten Werkstatt seines Vaters Marco del Tasso, später hält er sich gemeinsam mit dem gleichaltrigen Benvenuto Cellini zu Studienzwecken in Rom auf.
Ein frühes Hauptwerk des jungen Bildschnitzers stellen die kunstreich mit Intarsien verzierten Decken und das Gestühl von Michelangelos Biblioteca Laurenziana in Florenz dar, eine Arbeit, die Giovanni Battista etwa 1526 begann. In den Folgejahren sind außerdem seine Beteiligung an der Errichtung ephemerer Festapparate sowie Schnitzereien an Galeeren für die Medici sowie Andrea Doria in Genua nachgewiesen. Ab der Mitte der 1540er Jahre übernimmt er die offizielle Rolle eines Hofkünstlers für Herzog Cosimo I. de’ Medici und führt mehrere Aufträge, darunter zunehmend architektonische Arbeiten, aus, die beispielsweise Fortifikationen und Bauschmuck in kleineren toskanischen Städten sowie in Florenz betreffen. Ab 1548 leitet er die Umbauten und Erweiterungen des Palazzo Vecchio (in dieser Rolle wird er nach seinem Tod von Giorgio Vasari ersetzt werden), und ebenfalls 1548 beginnt Giovanni Battista del Tasso mit seinem heute berühmtesten Werk, dem freistehenden und noch heute als Markthalle genutzten Mercato nuovo, der auf halbem Weg zwischen dem Palazzo Vecchio und dem Ponte Vecchio errichtet wird.
Nach seinem Tod am 8. Mai 1555 wird Giovanni Battista in der Familienkapelle in Sant’Ambrogio bestattet. Sein Sohn Domenico del Tasso führt die Familientradition fort, er erlangt jedoch keinen seinem Vater vergleichbaren führenden Rang innerhalb der Künstlerschaft von Florenz.
Giovanni Battista del Tasso hatte Kontakte zu akademischen Zirkeln, wie etwa die Korrespondenz mit dem Gelehrten Niccolò Martelli belegt, vor allem aber seine Beteiligung an der Umfrage des Benedetto Varchi zum kunsttheoretischen Problem des Paragone. Da allerdings der wichtigste Chronist der künstlerischen Diskussionen und Kunstproduktion dieser Jahre, Giorgio Vasari, aus persönlichen und beruflichen Gründen in Tasso einen Konkurrenten sah, verweigerte er ihm eine eigene Vita in den von ihm verfassten Künstlerbiographien und äußert sich in den wenigen Stellen, in denen er auf Tasso zu sprechen kommt, ausschließlich negativ. Die Damnatio memoriae Vasaris wirkt bis heute nach, so dass bisher nur ein Bruchteil der Biographie und des mutmaßlichen Œuvres des Künstlers von der Forschung rekonstruiert werden konnte.